# Mezdour
Mezdour (em árabe: مزدور) é uma cidade e comuna localizada na província de Bouira, Argélia. Segundo o censo de 2008, a população total da cidade era de 11 047 habitantes.